# Теохар Михадаш
Теохар Михадаш (на румънски: Teohar Mihadaş; на арумънски: Thiuhari Mihadashlu) е румънски поет, писател и политик.

## Биография
Роден е в 1918 година в южномакедонското арумънско село Турия (по-късно Крания), Гърция в семейството на румънския свещеник Думитру (Митри) Михадаш. Завършва начално училище в родното си село и четири гимназиални класа в Гревенския лицей, в който се преподава на румънски. През 1935 г. емигрира в Румъния и учи в лицея „Тимотей Чипариу“ в Думбравени. Става бакалавър в Блаж и се запизва във Филологическо-философския факултет на Букурещкия университет. В 1943 г. се запизва в Школата за запасни офицери в Бакау и участва в кампанията на запад.
След завръщането си от фронта работи като прессекретар в Министерството на националностите (1944-1945), което по-късно е повод за обвинения. За да избяга от комунистическата власт, става учител по румънски и френски в Бистрица (1945-1947), а след това в Нъсъуд по румънски и латински (1947-1948). Заподозрян в антирежимна дейност, в 1949 година е арестуван и хвърлен в затвора. Освободен е през 1956 година, но след Унгарското въстание отново е заподозрян. Работи като сезонен работник, берач, копач и дърводелец и охранител, портиер.
В 1961 година се установявав в Клуж. В 1964 г. му става литературен секретар на Народния театър в Клуж, и от 1970 г. до 1973 г., когато той се пенсионира, е редактор на „Стияуа“.
След декември 1989 г. развива активна продемократична дейност в Клуж, редактира списание „Атлас. Културен Клуж“.

## Творчество
Като поет започва с едно стихотворение през 1938 г., публикувано в „Гъндул Ностру“. Първата му книга „Езическо православие“ се появява през 1941 година. След дълъг период на забрана, се връща в клужкия литературен печат. Една от книгите му е на арумънски език (Botsili ди Didindi).
- Ortodoxie păgână, Bucureşti, 1941;
- Ţărâna serilor, Bucureşti, 1967;
- Tărâmul izvoarelor, Bucureşti, 1968;
- Reminiscenţe, Bucureşti, 1969;
- Trecerea pragurilor, Bucureşti, 1972;
- Elegii, Bucureşti, 1975;
- Nimburi, Cluj Napoca, 1977;
- Pâinile punerii nainte, Iaşi, 1979;
- Frumoasa risipă, Cluj Napoca, 1980;
- În lumina înserării, Bucureşti, 1982;
- Înstelatele oglinzi, Cluj Napoca, 1984;
- Înaltele acele vremi, Cluj Napoca, 1987;
- Orfica tăcere, Cluj Napoca, 1988;
- Pe muntele Ebal, Cluj Napoca, 1990;
- Steaua câinelui, Cluj Napoca, 1991;
- Pinii de pe Golna, Cluj Napoca, 1993;
- Crepuscularele vitralii, Cluj Napoca, 1993;
- Chemări spre nicăieri şi niciodată. Poezii 1985-1995, Bucureşti, 1996;
- Străinul de la miezul nopţii, Cluj Napoca, 1996;
- Catrene, Cluj Napoca, 1999;
- În colţ lângă fereastră, Cluj Napoca, 2000.[2]